# قانون الحماية من الافتراءات والتلاعب عبر الإنترنت لعام 2019
قانون الحماية من الافتراءات والتلاعب عبر الإنترنت لعام 2019، والمختصر عادةً باسم «بوفما» والمعروف بالعامية باسم قانون الأخبار الكاذبة، هو تشريع رسمي لبرلمان سنغافورة يمكّن السلطات من معالجة انتشار الأخبار الكاذبة أو المعلومات المضللة. وهذا القانون مصمم خصيصًا للسماح للسلطات بالرد على الأخبار الكاذبة أو المعلومات المضللة من خلال عملية متدرجة تشمل فرض روابط لتدقيق حقائق المنشورات، والرقابة على مواقع الإنترنت، أو الأصول الموجودة على منصات التواصل الاجتماعي، والتهم الجنائية. يعد القانون مثيرًا للجدل وتلقى انتقادات على الصعيدين المحلي والدولي من السياسيين المعارضين وجماعات حقوق الإنسان والصحفيين والأكاديميين.

## التاريخ
في 3 أبريل عام 2017، دعا وزير القانون والشؤون الداخلية ك. شانموغام إلى مراجعة القوانين الحالية لمكافحة الأخبار الكاذبة. واستشهد بالمواقع الإلكترونية التالية: ذا ريل سينغافور الذي نشر مقالًا يزعم كذبًا أن الفوضى التي حدثت بين المشاركين في مهرجان ثايبوسام والشرطة، قد اندلعت بسبب شكاوى من عائلة فلبينية. وموقع ذا ستيتس تايمز ريفيو الذي سخر من الرئيس السابق إس آر ناتان بمقال يزعم أن نسبة المشاركة في جنازته كانت تقترب من الصفر. وموقع أول سنغافور ستاف الذي أبلغ كذبًا عن روايات شهود عيان حول انهيار سقف مجلس الإسكان والتطوير في مصاطب وممرات بونغل المائية، ما أدى لاحقًا إلى إهدار موارد قوات الشرطة السنغافورية وقوات الدفاع المدني السنغافوري أثناء تحقيق المتابعة. وزعم الوزير أن الأخبار الكاذبة، عندما لا يجري فضحها، يمكن أن تسبب ضررًا سريعًا للسنغافوريين، والذعر للجمهور، وإهدار موارد الطوارئ، والإضرار بسمعة الشركات والأفراد. وقد زعم أن الأشخاص «السيئين» يسعون إلى الربح من الأخبار الكاذبة وأن الوكالات والحكومات الأجنبية تسعى إلى زعزعة استقرار الحكومة من خلال الأخبار الكاذبة.
في 10 يناير عام 2018، صوت 80 نائبًا بالإجماع في البرلمان لتعيين لجنة مختارة من ثمانية نواب برلمانيين، ونائب واحد من المعارضة، وواحد من حزب البرلمان الوطني لدراسة مشكلة الأكاذيب المتعمدة عبر الإنترنت وتقديم تقارير عنها والتوصية باستراتيجيات للتعامل معها. عقدت اللجنة المختارة جلسات استماع عامة في الفترة من 14 مارس حتى 29 مارس عام 2018، واستمرت ثمانية أيام في المجموع، ودُعي 79 فردًا ومنظمة للإدلاء بشهاداتهم.
في 1 أبريل عام 2019، قُدم مشروع قانون الحماية من الافتراءات والتلاعب عبر الإنترنت (بوفما) في البرلمان للقراءة الأولى. وصرحت وزارة القانون أن التشريع يسعى إلى حماية المجتمع من الأكاذيب المتعمدة عبر الإنترنت التي يختلقها ممثلون خبيثون من خلال استهداف الافتراءات، وليس الآراء والانتقادات، ولا السخرية أو المحاكاة الساخرة. إنه يعرّف الافتراء بأنه بيان حقيقة كاذب أو مضلل. وبعد أن أثيرت مخاوف بشأن نطاق مشروع القانون، أعطى الوزراء تطمينات بأن مشروع القانون لن يؤثر على حرية التعبير. وجرت الموافقة على مشروع القانون بأغلبية 72-9 في 8 مايو عام 2019 بعد مناقشة استمرت يومين.
دخل قانون بوفما حيز التنفيذ في 2 أكتوبر عام 2019، على أن تكون هيئة تطوير وسائل الإعلام المعلوماتية (أي إم دي إيه) هي الوكالة التي تدير القانون من خلال مكتب مخصص. وسُن أيضًا التشريع الفرعي في القانون الذي يوضح بالتفصيل كيفية عمل القانون، بما في ذلك الطعون القضائية التي تستغرق تسعة أيام كحد أقصى وبتكلفة أقل من 200 دولار.
خلال جائحة كوفيد 19، رفعت وزارة الاتصالات والمعلومات إعفاء منصات التواصل الاجتماعي ومحركات البحث ووسطاء الإنترنت من الامتثال لقانون بوفما. وأصبحت هذه المنصات مطالبة بالامتثال لتوجيهات التصحيح العامة الصادرة اعتبارًا من 31 يناير عام 2020. وطُبقت الإعفاءات مبدئيًا عند دخول القانون حيز التنفيذ.
بين يوليو عام 2020 وأبريل عام 2021، كانت هناك فترة ثمانية أشهر لم تسجل فيها استخدامات لقانون بوفما.
في 20 مايو عام 2021، دُعي قانون بوفما لجعل تويتر وفيسبوك يحملان ملاحظة مع إشعار تصحيح إلى «جميع المستخدمين النهائيين في سنغافورة» بخصوص الأكاذيب حول «متحور سنغافورة» من فيروس كورونا. وكانت هذه المرة الأولى التي يتلقى فيها جميع المستخدمين النهائيين لمنصة وسائط اجتماعية إشعارًا بالتصحيح، على عكس المستخدمين الذين انساقوا مباشرة إلى الافتراء في المسألة.
وقد سُجلت 82 حالة لاستخدام قانون الحماية من الافتراءات والتلاعب عبر الإنترنت.

## الغاية
كانت هناك مخاوف من أن القانون سيمكن السلطات من قمع النقد والمعارضة. ويُعرِّف القسم 2 (2) (ب) البيان الكاذب بأنه «إذا كان كاذبًا أو مضللًا، سواء كليًا أو جزئيًا، وسواء كان بمفرده أو في السياق الذي يظهر فيه». ولا يشمل قانون بوفما بشكل صريح السخرية والمحاكاة الساخرة والآراء والانتقادات.
يغطي القسم 3 من القانون أي بيانات يجري توفيرها لمستخدم نهائي واحد أو أكثر في سنغافورة عبر الإنترنت أو الرسائل القصيرة أو رسائل الوسائط المتعددة. وتشمل المنصات منصات وسائط اجتماعية، مثل فيسبوك وتويتر وغوغل وغيرها من المجموعات المغلقة عبر الإنترنت مثل مجموعات الدردشة الخاصة ومجموعات وسائل التواصل الاجتماعي.
أما الغاية من القانون، على النحو المبين في القسم 5 فهي:
1. منع نقل بيانات كاذبة عن الوقائع في سنغافورة ولتمكين اتخاذ تدابير لمواجهة آثار هذا التداول؛
2. قمع التمويل والترويج وغير ذلك من أشكال الدعم للمواقع على الإنترنت التي تنقل بشكل متكرر أخبار حقائق كاذبة في سنغافورة؛
3. التمكين من اتخاذ التدابير لاكتشاف السلوك غير الأصيل المنسق ومراقبته والحماية منه وإساءة استخدام الحسابات والروبوتات عبر الإنترنت؛
4. التمكين من اتخاذ تدابير لتعزيز الكشف عن المعلومات المتعلقة بالمحتوى المدفوع الموجه نحو هدف سياسي.

## الأنشطة المحظورة والعقوبات
يجرم الجزء 2 من قانون بوفما تداول البيانات الكاذبة حول الحقائق في سنغافورة من خلال المادة 7 حتى لو لم يكن الشخص الذي ينقلها موجودًا في سنغافورة، وأن البيان الكاذب يضر «بأمن سنغافورة» و«الصحة العامة والسلامة العامة أو الهدوء العام أو المالية العامة»، أو العلاقات الدولية الودية مع البلدان الأخرى، أو التأثير على نتائج الانتخابات البرلمانية والرئاسية أو الاستفتاءات، أو إثارة التوتر بين مجموعات مختلفة من السكان، أو إضعاف ثقة الجمهور بالخدمة العامة أو الإدارة العامة لسنغافورة.
من خلال القسم 8، يُحظر إنشاء الروبوتات واستخدامها أو تمكين شخص آخر من استخدامها، بقصد إيصال بيان كاذب عن الحقائق في سنغافورة. ويحظر القسم 9 التماس أو تلقي أو الموافقة على تلقي ميزة مقابل تقديم خدمة يعرف الشخص أنها ستستخدم لإبلاغ بيان كاذب حول الحقائق في سنغافورة، إذا كانت الخدمة مستخدمة بالفعل خلال التداول. ومع ذلك، لا ينطبق القسم 9 على خدمات الوسيط مثل وسطاء الإنترنت أو خدمات الاتصالات أو خدمات الوصول إلى الإنترنت العامة أو خدمة موارد الحوسبة.
قد يؤدي انتهاك هذه المحظورات إلى فرض غرامات و / أو أحكام بالسجن على الجاني.